# Karl Neuber

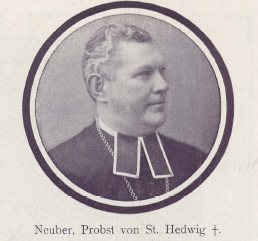
Karl Neuber

Karl Neuber, auch Carl Neuber, (* 12. Mai 1841 in Wischke, Landkreis Neisse, Schlesien (seit 1945: Wyszków Śląski, Polen); † 24. Januar 1905 in Berlin) war Fürstbischöflicher Delegat für Brandenburg und Pommern und Propst der St. Hedwigs-Kirche in Berlin.

## Leben
Karl Neuber empfing am 28. Juni 1866 die Priesterweihe und war anschließend Pfarrer in Neunz (seit 1945: Niwnica) und ab 1868 in der Pfarre Sankt-Michael-Kirche in Berlin tätig.  Am 22. August 1886 wurde er Pfarrer von St. Sebastian in Berlin.
Am 11. Juni 1897 erfolgte die Ernennung zum Fürstbischöflichen Delegaten für Brandenburg und Pommern und Propst der St. Hedwigs-Kirche in Berlin sowie am 16. Dezember 1897 die Ernennung zum Ehrendomherr des Breslauer Doms. Durch Papst Pius X. wurde er am 23. Januar 1905 zum Apostolischen Protonotar ernannt.
Neuber weihte unter anderem die katholischen Kirchengebäude St. Josef in Berlin-Köpenick (1899), Herz Jesu in Berlin-Prenzlauer Berg oder die Heilig-Kreuz-Kirche in Frankfurt (Oder) und die Kirche Mariä Himmelfahrt in Zehdenick ein. 

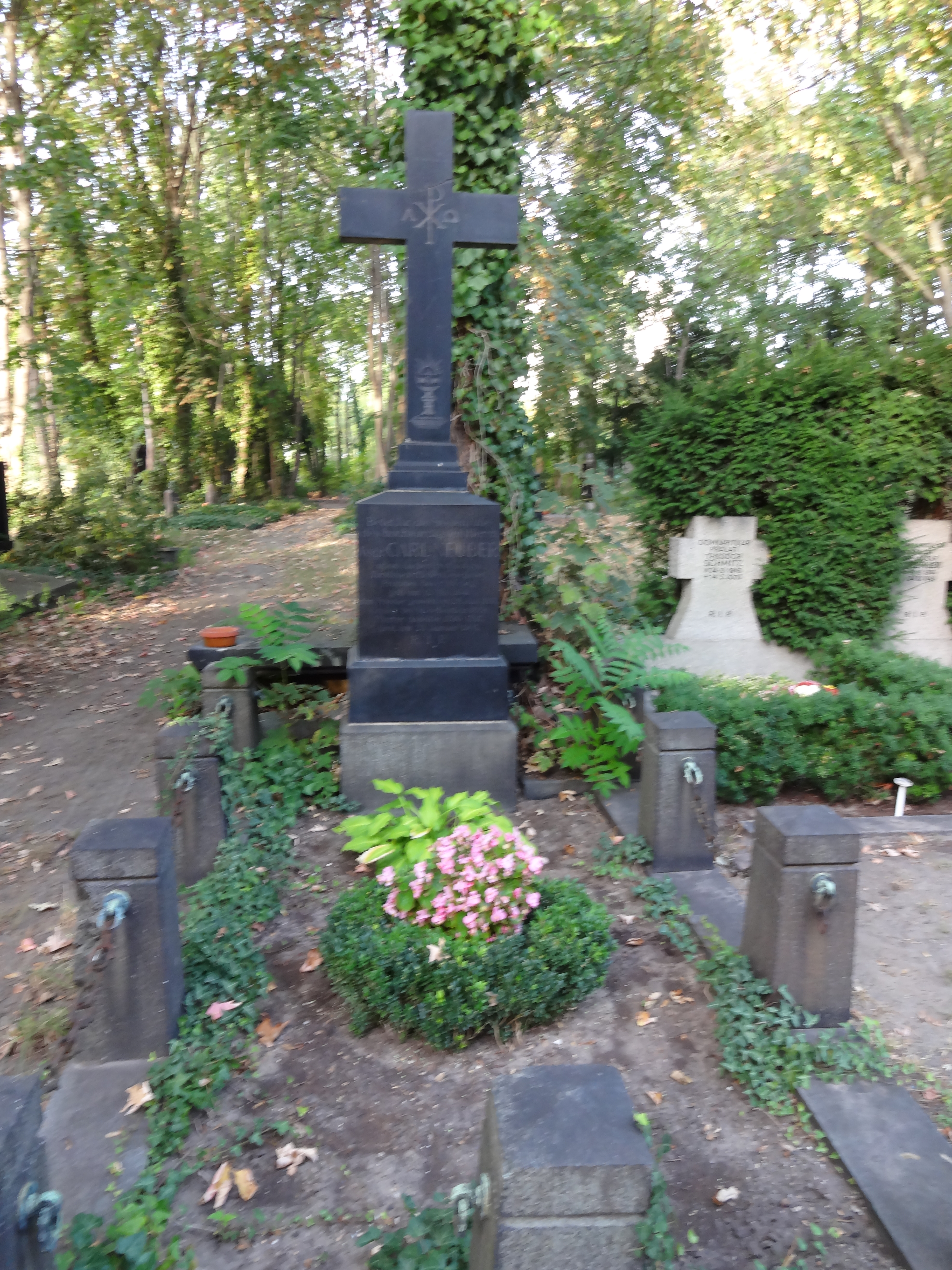
Grabstätte

Er ist auf dem Alten Domfriedhof der St. Hedwigs-Gemeinde bestattet.